# Polysyncraton niveum
Polysyncraton niveum är en sjöpungsart som beskrevs av Kott 2004. Polysyncraton niveum ingår i släktet Polysyncraton och familjen Didemnidae. Inga underarter finns listade i Catalogue of Life.